# Yuval Goren

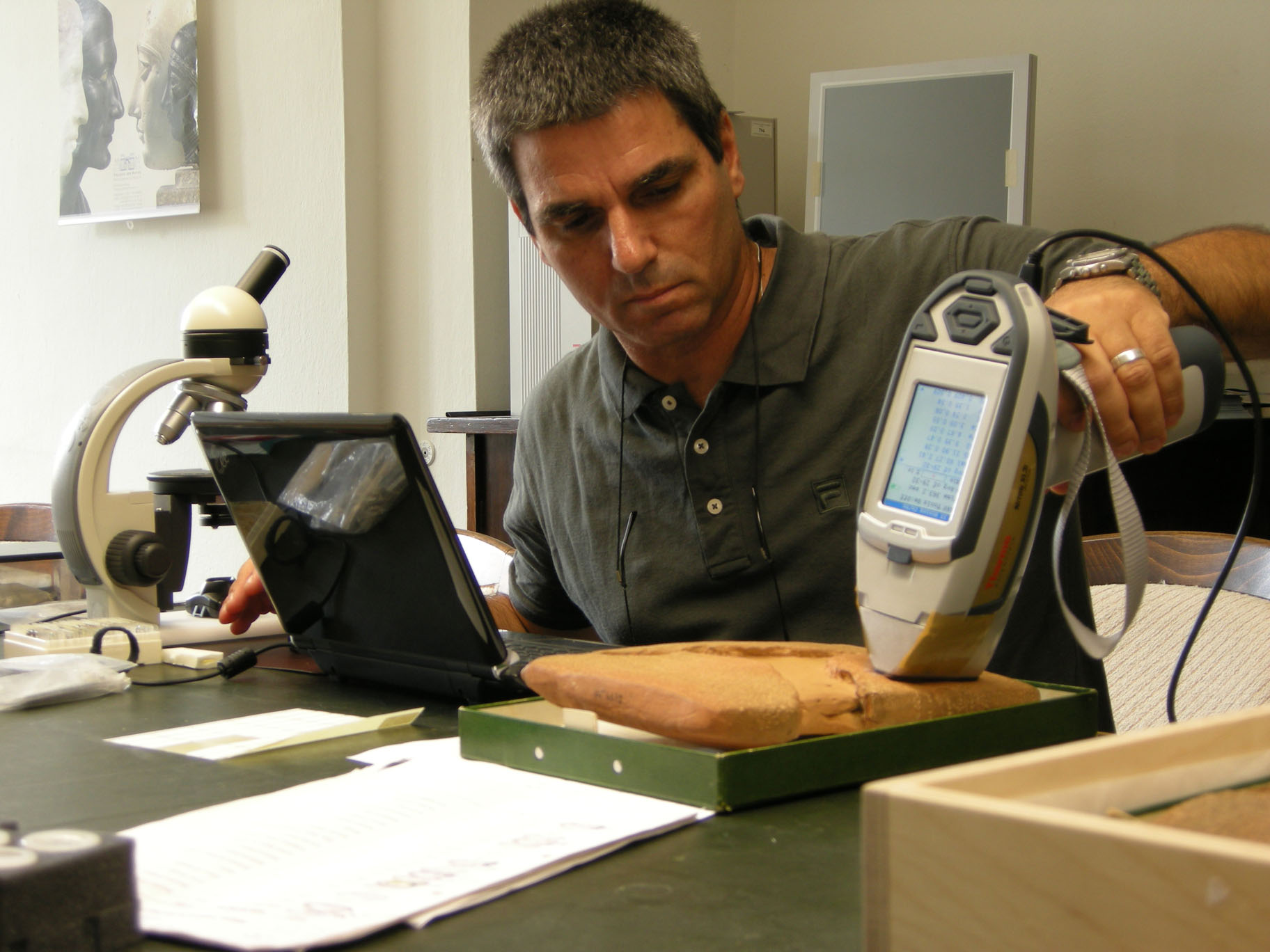
Yuval Goren bei der Untersuchung von Tafeln mittels Röntgenfluoreszenzanalyse (2009)

Yuval Goren (hebräisch יובל גורן, * 1956 in Petach Tikwa, Israel) ist ein israelischer Archäologe und Hochschullehrer an der Ben-Gurion-Universität im Negev.

## Leben
Goren begann 1981 an der Ben-Gurion-Universität Archäologie zu studieren.
1991 promovierte er an der Hebräischen Universität Jerusalem mit einer Arbeit zum Thema Beginn der Keramik-Produktion in Israel und Umgebung entsprechend den petrographischen Analysen in der Jungsteinzeit, Kupfersteinzeit und Frühen Bronzezeit.
Gutachter waren Paul Goldberg und Yitzhak Gilad.
Bei Paul Goldberg studierte Goren Mikromorphologie.
In der Folge spezialisierte er sich auf mikroskopische Methoden zur Erforschung der Herkunft von Keramik und anderen archäologischen Fundstücken.
Von 1989 bis 1996 arbeitete er als petrographischer Forscher bei der Israel Antiquities Authority (IAA).
Von 1991 bis 1996 war er außerdem Vorsitzender der Gewerkschaft der IAA.
Von 1996 bis 2000 war er Dozent an der Abteilung für Archäologie und Kultur des Alten Orients der Universität Tel Aviv.
2000 wurde er zum außerordentlichen Professor und 2005 zum ordentlichen Professor berufen.
Von 2000 bis 2005 war er Leiter dieser Abteilung.
Außerdem hatte er verschiedene andere Ämter an der Universität Tel Aviv inne, darunter
- Vorsitzender des Fakultätsforschungsausschusses,
- Mitglied der Ernennungs- und Promotionsausschüsse der Fakultät für Geisteswissenschaften,
- Mitglied des Senats der Universität,
- Mitglied des Verwaltungsrates der Universität,
- Vizedekan der Fakultät für Geisteswissenschaften.

Goren gründete das Labor für Vergleichende Mikroarchäologie am Institut für Archäologie der Universität Tel Aviv.
Er war Initiator und Vorsitzender des Master-Programms für Archäologie und Archäomaterialien.
Dieses Programm ist eine Fortbildung von Archäologiestudenten zum Erlernen von Forschungsmethoden aus den Natur- und Materialwissenschaften und deren Anwendung bei der Untersuchung archäologischer Funde.
Seit 2014 ist Goren Honorarprofessor für Archäologie am University College London.
Seit 2016 arbeitet Goren an der Ben-Gurion-Universität im Negev.

## Forschungsinteressen
Forschungsschwerpunkte von Goren sind die Mikroarchäologie,
das Studium von Zusammensetzung und Ursprung archäologischer Keramik und Techniken der optischen Mineralogie und Petrographie.

## Gutachtertätigkeit bei Kontroversen über die Echtheit von Inschriften auf archäologischen Fundstücken
Seit den 1970er Jahren erlebte die Produktion von gefälschten Antiquitäten in Israel einen Aufschwung.
Hinter den Fälschungen standen häufig Experten, die die Fälschungen so geschickt ausführten, dass sie auch für Fachleute nur sehr schwer zu erkennen waren.
Von 2004 bis 2012 wurde gegen fünf vermutete Fälscher ein Prozess geführt, der dann jedoch aus Mangel an Beweisen eingestellt wurde.
Bei diesen fünf handelte es sich um
- Rafael Braun, Restaurator von Antiquitäten, ehemaliger Leiter des Antiquitätenlabors des Israel-Museums
- Shlomo Cohen, Sammler von Antiquitäten
- Faiz al-Amaleh, Antiquitätenhändler
- Oded Golan (* 1951), Sammler von Antiquitäten
- Robert Deutsch, Antiquitätenhändler, Archäologe, Epigraphiker[5][6].

Die Anklage gegen Shlomo Cohen wurde fallen gelassen.
Der ägyptische Künstler Marco Samah Shoukri Ghatas gestand, dass er die Joasch-Inschrift gemacht hatte.
Faiz al-Amaleh wurde zu 6 Monaten Gefängnis verurteilt.
Robert Deutsch und Oded Golan wurden vom Vorwurf der Fälschung von Antiquitäten freigesprochen.
Dies war jedoch kein Urteil über die Echtheit der betroffenen Antiquitäten, die von vielen Archäologen weiterhin als Fälschungen angesehen werden.
Das Muster der Fälschungen war wie folgt:
Echte Antiquitäten wurden mit Inschriften versehen, bzw. vorhandene Inschriften erweitert.
Dann wurden diese neuen Inschriften mit einer speziell zu diesem Zweck hergestellten Patina bedeckt.
Der Inhalt dieser Inschriften bestätigte oft biblische, religiöse und politische Aussagen, nach denen die Archäologen schon lange suchten.
Dadurch wurde die jeweilige Antiquität „aufgewertet“ und konnte oft sehr teuer verkauft werden.
Bei einigen dieser Fälschungen wurde Goren als Gutachter hinzugezogen.
Im Fall des Jakobus-Ossuars, der Joasch-Inschrift und des Elfenbein-Granatapfels kam er durch Untersuchungen der Patina über den Inschriften zum Schluss, dass diese wahrscheinlich ganz oder teilweise in jüngerer Zeit hinzugefügt wurden.

## Veröffentlichungen
- Messages impressed in clay: Scientific study of Iron Age Judahite bullae from Jerusalem zusammen mit S. Gurwin und E. Arie in Craft and Science: International Perspectives on Archaeological Ceramics, 2014, S. 143–149
- The operation of a portable petrographic thin-section laboratory for field studies in New York Microscopical Society Newsletter, 2014 download als pdf möglich
- The Authenticity of the Bullae of Berekhyahu Son of Neriyahu the Scribe zusammen mit Eran Arie in Bulletin of the American Schools of Oriental Research, 2014, doi:10.5615/bullamerschoorie.372.0147 download als pdf möglich
- New Design for a Versatile Field Microscope in Microscopy today, 2013, doi:10.1017/S1551929513000370 download als pdf möglich
- Authenticity examination of the inscription on the ossuary attributed to James, brother of Jesus zusammen mit Avner Ayalon und Miryam Bar-Matthews in Journal of Archaeological Science 31, 2004, S. 1185–1189 online, pdf
- The Location of Alashiya: New Evidence from Petrographic Investigation of Alashiyan Tablets from El-Amarna and Ugarit zusammen mit Shlomo Bunimovitz, Israel Finkelstein, Nadav Na’ama in American Journal of Archaeology, 2003, S. 233–255
- Kissufim Road: A Chalcolithic Mortuary Site zusammen mit Peter Fabian, Israel Antiquities Authority, 2002, ISBN 978-965-406-139-1 download als pdf möglich
- Examination of Authenticity: James Brother of Jesus Ossuary and Yehoash King of Yehuda Inscription, Department of Archaeology and Ancient Eastern Cultures and the Laboratory for Comparative Microarchaeology, Tel Aviv University, 2000 online

### Veröffentlichungen zusammen mit Paul Goldberg und anderen
- Ruth Shahack-Gross, Avner Ayalon, Paul Goldberg, Yuval Goren, B. Ofek, Rivka Rabinovich, Erella Hovers: Formation processes of cemented features in karstic cave sites revealed using stable oxygen and carbon isotopic analyses: A case study at Middle Paleolithic Amud Cave, Israel in Geoarchaeology, 23: S. 43–62, 2008
- Madella, Marco, Martin K. Jones, Paul Goldberg, Yuval Goren, Erella Hovers: The exploitation of plant resources by Neanderthals in Amud Cave (Israel): The evidence from phytolith studies in Journal of Archaeological Science, 29, S. 703–719, 2002
- Paul Goldberg, Yuval Goren: Micromorphological observations at Saflulim, Appendix to A. Nigel Goring-Morris, Saflulim: A Late Natufian base camp in the Central Negev highlands, Israel in Palestine Exploration Quarterly, 131: S. 58–60, 1999
- Yuval Goren, Avi Gopher, Paul Goldberg: The beginnings of pottery production in the southern Levant: Technological and social aspects in Biblical Archaeology Today, 1990: Proceedings of the Second International Congress on Biblical Archaeology, Supplement. Jerusalem, Israel Exploration Society, S. 32–40, 1993
- Yuval Goren, Paul Goldberg: Petrographic thin sections and the development of Neolithic plaster production in Northern Israel in Journal of Field Archaeology, 18: S. 131–138, 1991